# Саша Артем'єв
Саша Артем'єв  (англ. Sasha Artemev, 29 серпня 1985) — американський гімнаст, олімпійський медаліст. Син радянського гімнаста, чотириразового олімпійського чемпіона, шестиразового чемпіона світу Володимира Артьомова.

## Виступи на Олімпіадах
| Олімпіада  | Дисципліна       | Місце             |
| ---------- | ---------------- | ----------------- |
| Пекін 2008 | абсолютний залік | 12                |
| Пекін 2008 | командний залік  | 3                 |
| Пекін 2008 | вільні вправи    | 37 (кваліфікація) |
| Пекін 2008 | паралельні бруси | 40 (кваліфікація) |
| Пекін 2008 | перекладина      | 23 (кваліфікація) |
| Пекін 2008 | кільця           | 68 (кваліфікація) |
| Пекін 2008 | кінь             | 7                 |